# Lecques
Lecques är en kommun i departementet Gard i regionen Occitanien i södra Frankrike. Kommunen ligger i kantonen Sommières som tillhör arrondissementet Nîmes. År 2022 hade Lecques 473 invånare.

## Befolkningsutveckling
Antalet invånare i kommunen Lecques
Referens:INSEE